# Burg Namedy
Die Burg Namedy ist eine zu einem Schloss ausgebaute Wasserburg im Andernacher Stadtteil Namedy im Landkreis Mayen-Koblenz in Rheinland-Pfalz. Das Schloss ist im Privatbesitz der Familie Hohenzollern und dient unter anderem als Veranstaltungsort.

## Geografische Lage
Das Schloss liegt im Rheintal nördlich des Dorfes Namedy. Hinter dem Schloss beginnen die ersten bewaldeten Hügel der Eifel. Der Rheinradweg EuroVelo 15 (EV 15) führt in seinem linksrheinischen Abschnitt von Koblenz nach Bonn unmittelbar am Park des Schlosses vorbei. Ebenso der Eifel-Camino der Jakobspilger, der ganz in der Nähe beginnt und das Rheintal mit Trier, und darüber hinaus mit dem französischen und spanischen Netz der Jakobswege verbindet.

## Geschichte

### Die Wasserburg der Hausmann von Namedy
Die Burg Namedy wurde im 14. Jahrhundert durch das Andernacher Patriziergeschlecht von Hausmann als eine kleine Wasserburg unter Einbeziehung des Adelshofes „Niederhof“ im spätgotischen Stil erbaut. Als erster Burgherr ist Gerhardus dictus Husmann (gestorben 1211) bekannt, seine Grabplatte befand sich früher noch im Kloster. Der Ursprungsbau bestand aus einem Wohnturm mit einem Treppenturm an der Westecke und einem Dreiviertel-Rundturm an der Ostecke.

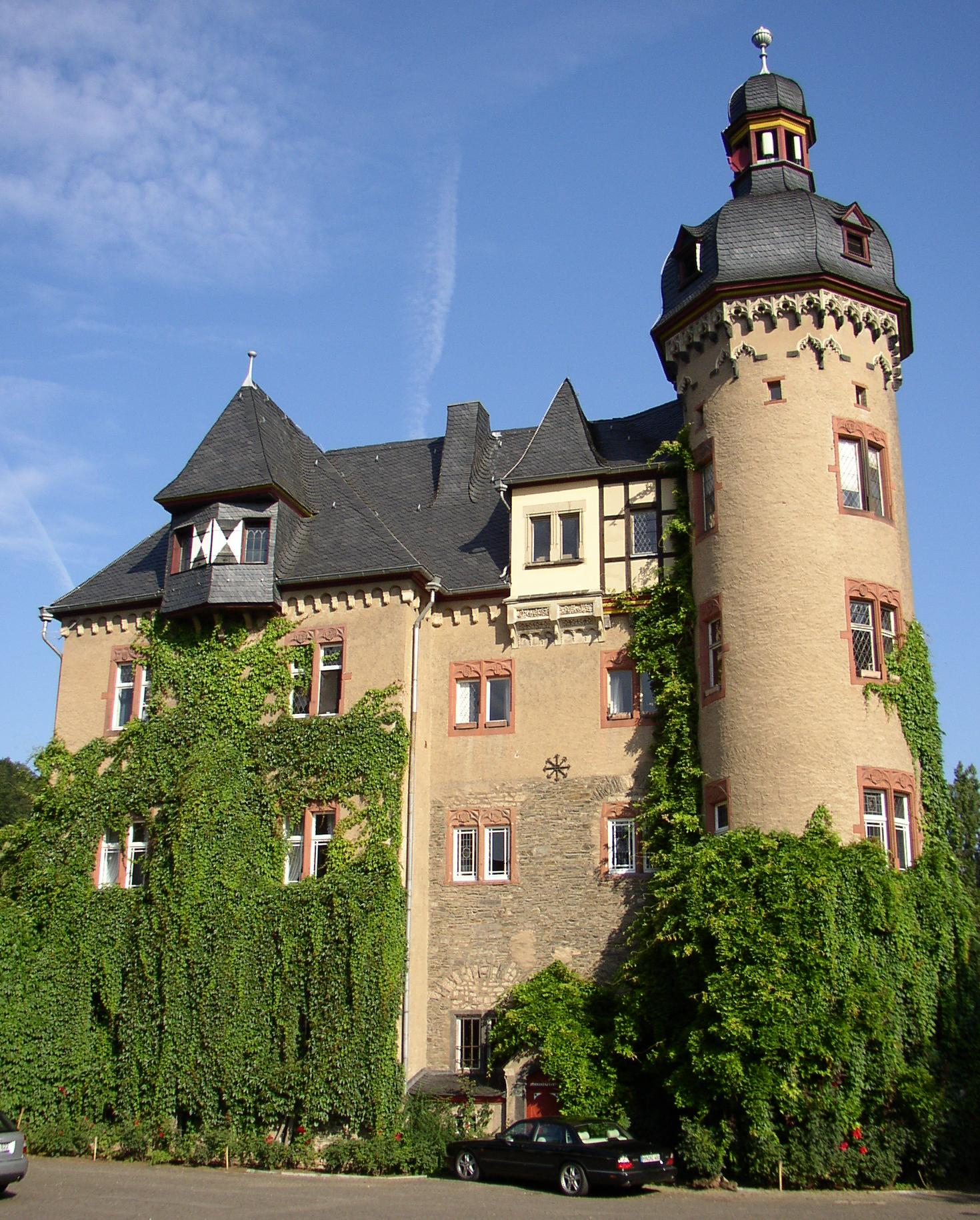
Ansicht von Süden

Der Ritterbürgermeister von Koblenz und Ratsangehörige Dr. iur. Antonius von Hausmann zu Namedy (auch Anton von Husmann), Bruder der letzten Äbtissin des Namedyer Zisterzienserinnenklosters, Hildegard von H(a)usmann (1518–1562), und seine zweite Frau Margeretha zu Eltz bauten zwischen 1550 und 1560 die Burganlage aus. Dabei wurde der Wohntrakt um 27 m bzw. um neun Fensterachsen nach Nordwesten verlängert. Der Wohntrakt war danach viermal so lang wie vorher. An der Nordecke wurde ein weiterer Rundturm hinzugefügt, so dass die Rheinfront symmetrisch wirkte. Am Tuffsteinerker neben dem Treffenturm ist eine Wappentafel des Bauherrenpaares angebracht. Über den beiden Wappen ist hinter dem Kopf des als Schildhalter dienenden Herolds ein Schriftband gespannt mit dem Segenswunsch: „PAX CHRISTI HVIC DOMVI“ – der Friede Christi sei mit diesem Hause. Unter den Wappen ist zu lesen: „A NAMEDY S(VM) PRISCA DOMVS GENEROSA PROPAGO / HVSMANORVM QVORV(M) ANTE ET LONGISSIMA SECLA / EX ANDERNACO PRECLARA EXTABAT ORIGO / HOS DEVS OMNIPOTENS LONGVM CONSERVET“ – ich bin von Namedy, ein altehrwürdiges Haus, ein edler Spross der von Hausmann, deren illustrer Ursprung in Andernach lag, möge Gott der Allmächtige diese lange erhalten. Und es gibt noch eine dritte Inschrift, die im oberen Teil auf dem Rand der Platte umläuft, und dort ist auch die Datierung zu finden, wenngleich eine Ziffer fehlt: „D(OMINVS) ANTONIVS HVSMAN DE NAMED(Y) ... ET D(OMINA) MARGARETHA DE ELTZ ... CONIVGES LEGITIMI 154“ – Herr Anton Hausmann von Namedy, Frau Margaretha von Eltz, rechtmäßige Eheleute.
Im Jahre 1633 litt das Schloss unter der Plünderung durch schwedische Soldaten. Nach dem Tod des kaiserlichen Obristen Friedrich Ruprecht von Hausmann im Jahre 1666, mit dem die Familie im Mannesstamm erlosch, brachte die Tochter Anna Katharina das Burghaus ihrer Familie in die Ehe mit ihrem Gatten Andreas von Klepping als Erbe ein. Ihm folgte Franz Wilhelm von Klepping. Die Familie von Klepping stammte aus Dortmund und hat selbst das Schloss bis zum Verkauf im Jahr 1700 wohl nie bewohnt.

### Das Barockschloss der von Solemacher

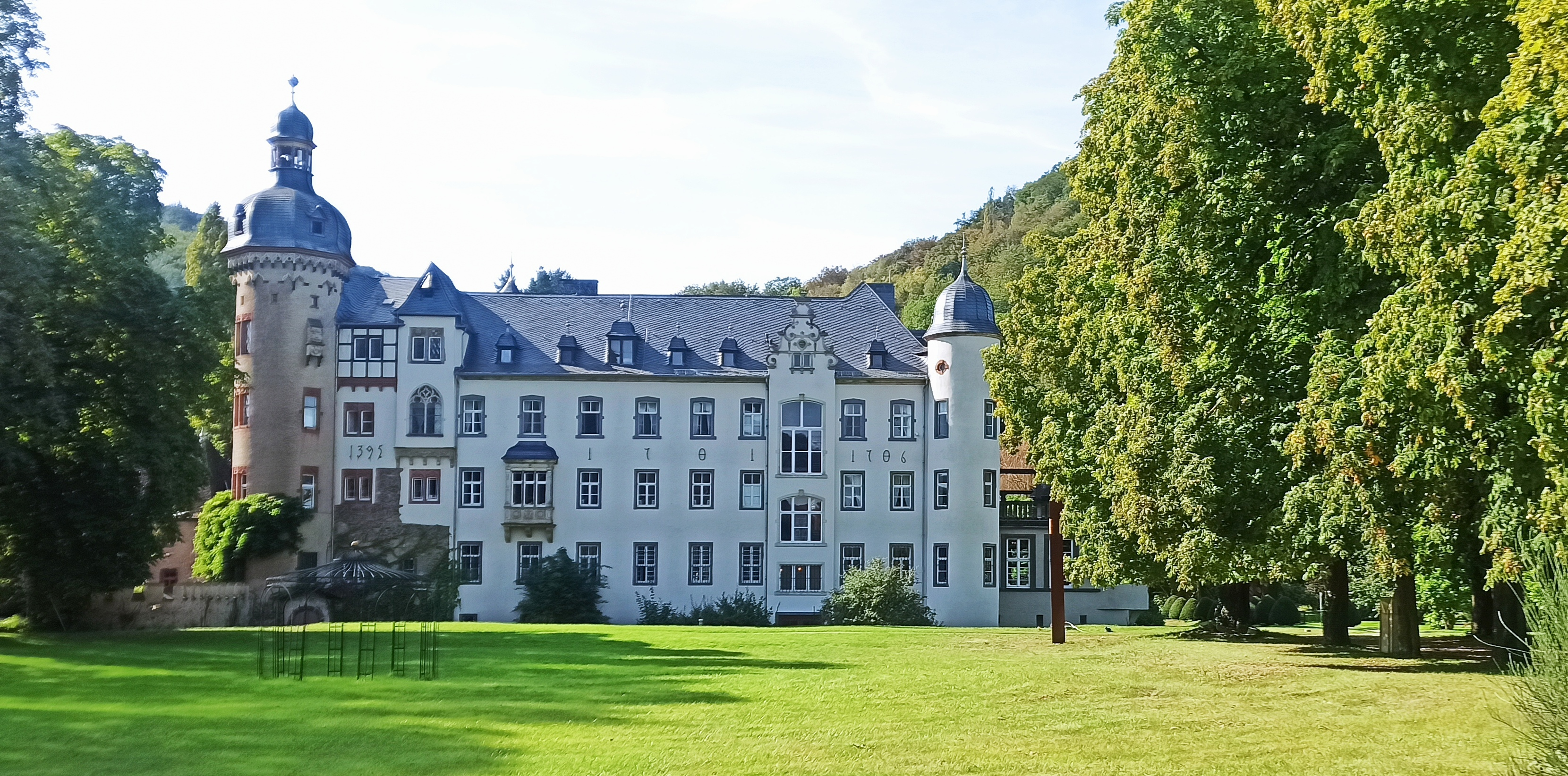
Ansicht von Osten mit Park, 2023

Der kurtrierische Kanzler Johann Arnold von Solemacher (1657–1734) aus Koblenz kaufte im Jahr 1700 das Rittergut Namedy für 7500 Reichstaler von Maximilian Melchior von Klepping, dem Sohn des Franz Wilhelm. Im Jahre 1718 wurde er durch Kaiser Karl VI. nach Hinzufügung von Namen und Wappen der alten Familie Husmann von Namedy in den Reichsritterstand erhoben. Er baute die Burg im Stil des Barock in eine Schlossanlage um. Dabei wurde der Wohntrakt in seinen Dimensionen nicht verändert, aber die Vorburg wurde ausgebaut, die beiden Höfe erhielten ihre Abschlussmauern, hangseitig entstand ein barockes Portal mit Brücke über den Graben. Sein Sohn Johann Hugo von Solemacher (gestorben 1763) vollendete das Bauwerk. In den Grundriss- und Ansichtsplänen von 1709 (im Landeshauptarchiv Koblenz, siehe Literaturangabe) ist der Zustand vor der Bauerweiterung gut zu sehen.
Die Familie von Solemacher bewohnte das Schloss bis zur Besitznahme des linken Rheinufers durch die Franzosen. Johann Melchior von Solemacher († 1820) flüchtete vor der Ankunft der französischen Truppen mit allem Inventar nach Koblenz. Danach wurde das Gebäude als Lazarett und Pulvermagazin benutzt und dabei völlig ruiniert. Fenster, Treppen Böden und Türen dienten als Heizmaterial für das Lazarett, nur das Dach überstand die Demolierung. Aus Furcht vor Krieg und weiteren Zerstörungen erfolgte die Renovierung erst 1856. Durch die Ehe von Josephine von Solemacher († 1836), Tochter des Johann Melchior, mit dem kurfürstlich trierischen Geheimrat Christoph Josef Linz kam der Besitz an diese Familie. Ihm folgte sein Sohn Oberregierungsrat Franz Linz in diesem Besitz nach.

### Erweiterung im Historismus
Im Jahre 1896 kaufte Johann Arnold Freiherr von Solemacher das Schloss von der Familie Linz zurück. Das Schloss wurde historistisch umgebaut und erheblich vergrößert, das bislang zweistöckige Wohngebäude wurde um ein Geschoss aufgestockt und bekam im Nordwesten und im Südosten jeweils einen Seitenflügel hinzugefügt. Am Nordwestflügel ist hofseitig eine große Wappentafel für Johann Arnold Freiherr von Solemacher und seine Frau, Marie-Luise von Veltheim, angebracht. Die Schilde beider Ehepartner werden unter einer siebenperligen freiherrlichen Rangkrone als Allianzwappen zusammengestellt. Darunter ist eine große Inschriftentafel angebracht mit reich ornamentiertem Rand und folgendem Inhalt: „JOANNES ARNOLDVS LIBER BARO DE SOLEMACHER / AB ANTWEILER, DOMINVS IN NAMEDY, / ET MARIA LVDOVICA E GENTE BARONVM / DE VELTHEIM, CONJUGES, HOC CASTELLUM, / PRISCAE STIRPIS CVNABVLA, DOMINATIONE / GALLORVM AMISSVM, RECVPERAVERVNT, / AMPLIAVERVNT, ORNAVERVNT“ – Johann Arnold Freiherr von Solemacher zu Antweiler, Herr in Namedy, und Maria Luise aus dem Geschlecht der Freiherren von Veltheim, Eheleute, kauften diese Burg, die Wiege des altehrwürdigen Geschlechts, das sie durch die Gewalt der Gallier (Franzosen) verloren hatte, wieder zurück, vergrößerten sie und schmückten sie aus. Darunter geht es weiter, nun mit einem Chronogramm: „PATER QVI IN COELIS REGNAT IPSOS / ATqVE POSTEROS BENEDICAT, EXTO= / LLAT AVGEATqVE IN PERPETVVM“ – Gott Vater, der in den Himmeln herrscht, möge sie selbst und ihre Nachfahren in Ewigkeit segnen, stärken und mehren. Das ergibt die Jahreszahl 1896. Auch die Türme wurden entsprechend höher gebaut. Das neue Obergeschoss des alten Wohnturms, die Turmgeschosse und der neue Südostflügel erhielten Stockfenster mit wappengeschmückten Blendmaßwerk-Fensterstürzen nach dem Vorbild zweier solcher Fensterstürze aus der Zeit der Hausmann von Namedy im ersten Obergeschoss des Ursprungsbaus. Das Wappenprogramm dieser Fensterstürze bildet einerseits die Ahnenprobe des Bauherrenpaares ab, andererseits die aufsteigende Genealogie der Familie von Solemacher. Von diesem übernahm 1907 der Hotelkonzern Gebrüder Eberbach GmbH das Gebäude. Im Jahre 1908 kauften zwei oberschlesische Kohlemagnaten, der Fürst Henckel von Donnersmarck und der Fürst zu Hohenlohe-Öhringen, das Anwesen, aber bereits 1909 wurde es wieder weiterverkauft an einen schwäbischen Prinzen aus dem Hause Hohenzollern-Sigmaringen.

### 20. und 21. Jahrhundert: Domizil der Hohenzollern

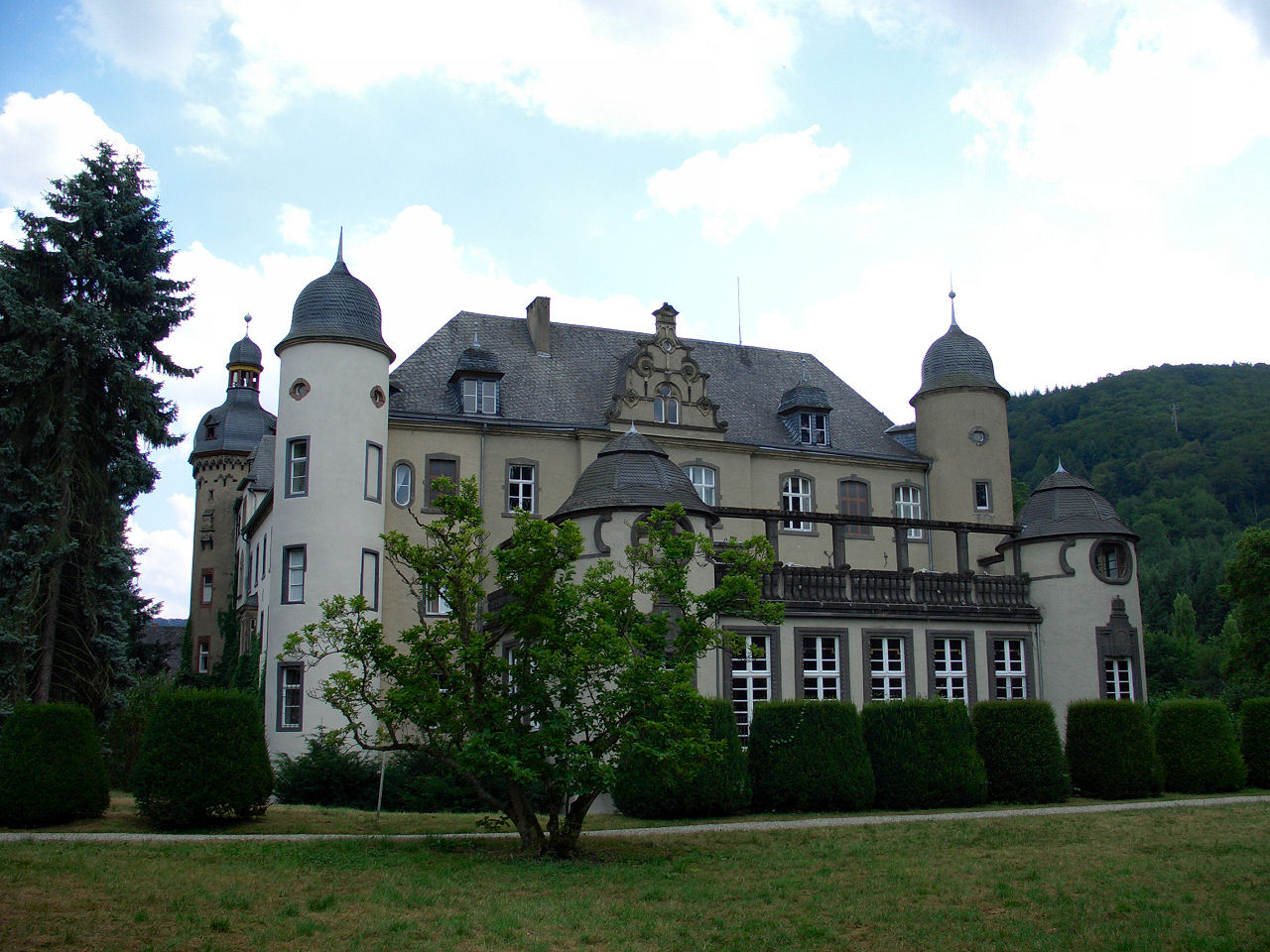
Ansicht von Norden mit Spiegelsaalanbau

Prinz Karl Anton zu Hohenzollern stand als Generalleutnant in preußischen Diensten und hatte den Hinweis, dass die Burg zum Verkauf stand, von seinem Berliner Friseur erhalten, der aus Andernach stammte. Ihm gefiel der Bau und er verfügte durch seine Frau, Josephine von Belgien, eine Schwester des belgischen Königs, auch über die Mittel zu ihrem Erwerb. Außerdem lag die Burg etwa gleich weit entfernt von Sigmaringen und Brüssel, den Heimatorten des Ehepaars. Er ließ vom Andernacher Architekten Clemens Kroth einen eingeschossigen Spiegelsaal mit zwei Ecktürmen an den Nordwestflügel anbauen. Ein angebauter Hotelflügel wurde wieder entfernt. Während des Ersten Weltkrieges unterhielt Prinzessin Joséphine im Spiegelsaal ein Lazarett. Mit dem deutschen Einmarsch in Belgien zu Beginn des Ersten Weltkrieges stellte das belgische Königshaus aber seine Apanagezahlungen an die Gemahlin des deutschen Generals ein. Bei seiner Rückkehr 1918 fand der Prinz das Schloss besetzt von amerikanischen Soldaten. Er starb dort am 21. Februar 1919 im Alter von 51 Jahren.
Im Jahre 1919 übernahm der Sohn Albrecht Prinz von Hohenzollern die Burg. 1933 erhielten Treppenturm und Südostturm neue Hauben im Barockstil. Am 1. Januar 1934 wurde Albrecht Mitglied der NSDAP, komponierte infolgedessen nationalsozialistische Musik und veröffentlichte diese teils im Selbstverlag vom Schloss heraus. Schlussendlich zog er für Hitlerdeutschland als Offizier in den Krieg, scheiterte in diesem jedoch an der Übermacht der Roten Armee und geriet in Rumänien in Kriegsgefangenschaft. Da seine Frau sich 1943 bei einem Unfall verletzte und in einer Heilanstalt befand, kümmerte sich ihre Schwester Lina Lindemann, Gattin von Fritz Lindemann, in dieser Zeit um das Schloss und die Kinder ihrer Schwester. In Folge des gescheiterten Attentats auf Adolf Hitler, an dem Fritz Lindemann beteiligt war, wurden Lina Lindemann und ihre Tochter Marie-Luise von der Gestapo auf dem Schloss verhaftet. Albrecht entkam Konsequenzen seiner politischen Aktivitäten, einer Deportation nach Bukarest, durch Verwendung eines falschen Namens, wurde jedoch auf dem Weg zurück zum Schloss in Cochem von der französischen Armee gefasst und drei weitere Jahre inhaftiert. Erst nach dieser Haft kehrte der Schlossherr zurück nach Namedy, wo er den Rest seines Lebens verbrachte. 1988 ging das mittlerweile stark heruntergekommene Anwesen an seinen Sohn Godehard Prinz von Hohenzollern. Dieser begann mit der Restaurierung und entwickelte das Schloss zu einem kulturellen Zentrum, in dem Konzerte von Klassik bis Jazz, Theateraufführungen, und Kunstausstellungen stattfanden. An der Restaurierung des Spiegelsaals war 2003 auch die Deutsche Stiftung Denkmalschutz beteiligt. Seit dem Tod Godehards im Jahr 2001 leitet seine Witwe Heide Prinzessin von Hohenzollern die Burg und die kulturellen Veranstaltungen.

## Veranstaltungen
Auf der Burg finden regelmäßig Konzerte statt. Außerdem dient die Burg als Aufführungsort für Theaterstücke, Lesungen und bildende Kunst. Kulturpartner sind unter anderem das Beethovenfest Bonn, die Stiftung des Landes Rheinland-Pfalz Villa Musica, das Mittelrhein Musik Festival, der Landkreis Mayen-Koblenz und die Stadt Andernach.
Außerdem können die Räumlichkeiten auch für private oder geschäftliche Veranstaltungen gebucht werden. Die Burg ist auch beliebter Veranstaltungsort für Hochzeiten, Firmenfeste und andere größere Festivitäten.
Im Dezember 2008 wurde auf der Burg eine komplette Sonderfolge der WDR-Sendung Tiere suchen ein Zuhause aufgezeichnet.